# Tweede Kamerverkiezingen 2010/Peilingen
In de aanloop naar de Tweede Kamerverkiezingen 2010 zijn er door een aantal onderzoeksbureaus opiniepeilingen gehouden waarin de politieke voorkeur van de respondenten wordt onderzocht. Hieronder is het verloop van de peilingen (door Synovate) te zien voor de zeven grootste partijen vanaf vier maanden voor de verkiezingen.
Op zondag 14 maart werd de PvdA voor het eerst sinds jaren weer de grootste partij in de peilingen. Uit een peiling van Maurice de Hond bleek de partij te kunnen rekenen op 27 zetels, gevolgd door de PVV met 26 zetels en het CDA met 25 zetels. Sinds de val van het kabinet groeide de partij met 12 zetels, en ook het vertrek van PvdA-leider Wouter Bos zorgde voor een groei. Volgens de peiling bleek de enige coalitie van drie partijen die mogelijk is, een coalitie bestaande uit PvdA, PVV en CDA (78 zetels). De kans op deze coalitie wordt echter zeer klein geacht, gezien de moeilijke verhoudingen tussen (met name) de PvdA en de PVV. Ook heeft de PvdA een samenwerking met de PVV "ondenkbaar" genoemd. Daarnaast hebben PvdA en CDA al aangegeven liever niet opnieuw met elkaar in een kabinet te zitten. Op donderdag 18 maart 2010 kwam de PvdA voor het eerst als grootste partij uit de bus in de prognose van de zetelaantallen. Het CDA had in deze peiling 28 zetels, en de PVV 23 zetels. Met deze uitslag zou ook sinds tijden een coalitie bestaande uit drie partijen weer mogelijk zijn, te weten PvdA-CDA-D66, PvdA-CDA-VVD en PvdA-CDA-PVV. De discussie over een (te vormen) coalitie woedt onverminderd voort in het debat tussen de politieke partijen.

## Prognose zetelaantal

### Synovate
| Partijen | Tweede Kamer 22-11-2006 (aantal zetels) | Week 22 1-6-2010 (aantal zetels) | Week 22 4-6-2010 (aantal zetels) | Week 23 8-6-2010 (aantal zetels) | Tweede Kamer 9-6-2010 (aantal zetels) |
| -------- | --------------------------------------- | -------------------------------- | -------------------------------- | -------------------------------- | ------------------------------------- |
| CDA'     | 41                                      | 24                               | 23                               | 24                               | 21                                    |
| PvdA'    | 33                                      | 28                               | 30                               | 30                               | 30                                    |
| SP       | 25                                      | 12                               | 14                               | 14                               | 15                                    |
| VVD      | 22                                      | 38                               | 36                               | 33                               | 31                                    |
| PVV      | 9                                       | 16                               | 15                               | 17                               | 24                                    |
| GL       | 7                                       | 10                               | 10                               | 11                               | 10                                    |
| CU       | 6                                       | 8                                | 7                                | 6                                | 5                                     |
| D66      | 3                                       | 10                               | 11                               | 10                               | 10                                    |
| PvdD     | 2                                       | 2                                | 2                                | 2                                | 2                                     |
| SGP      | 2                                       | 2                                | 2                                | 3                                | 2                                     |
| TON      | 0                                       | 0                                | 0                                | 0                                | 0                                     |

Bron: © Synovate 